# STUDIO Dee
STUDIO Dee（スタジオディー）は、東京都新宿区西新宿にある東放学園映画専門学校地下2階にある撮影・ライブスタジオ。
元は2004年の専門学校東放ミュージックカレッジ開校に伴い、同校地下2階にライブハウスとしてLive Hall CROSSROAD（ライブホール クロスロード）が設置されたが、2010年の東放ミュージックカレッジ閉校・東放学園映画専門学校の本地移転により、撮影も可能なスタジオとしてリニューアルされ改称した。収容キャパは250名。